# Monviel
Monviel – miejscowość i gmina we Francji, w regionie Nowa Akwitania, w departamencie Lot i Garonna.
Według danych na rok 1990 gminę zamieszkiwało 90 osób, a gęstość zaludnienia wynosiła 14 osób/km² (wśród 2290 gmin Akwitanii Monviel plasuje się na 1086. miejscu pod względem liczby ludności, natomiast pod względem powierzchni na miejscu 1325.).